# Орион (деревня)
Орион — деревня в Жуковском районе Калужской области, в составе сельского поселения «Деревня Чубарово». Образована в Жуковском районе на основании Постановления Правительства РФ от 27 октября 2008 года № 788. 

## География
Расположена на севере Калужской области, на берегах реки Нара, на административной границе Калужской области и Новой Москвы. Рядом  —  Инино, Лопатино. 
| 2010 |
| ---- |
| 16   |